# Артур Ґолден
Артур Ґолден (англ. Arthur Golden) — американський письменник. Насамперед відомий як автор роману «Мемуари гейші».

## Біографія
Народився 6 грудня 1956 року у місті Чаттануга, Теннессі, США. Син єврейки Рут Сульзберґер та Бена Гела Ґолдена, який не мав єврейського походження. Зі сторони своєї матері належав до родини Окс-Сульзберґер, оскільки Рут Сульзберґер — дочка Артура Гейса Сульзберґера, видавця газети «Нью-Йорк Таймс», та онука Адольфа Окса, власника та видавця газети «Нью-Йорк Таймс». Його батьки розлучилися, коли йому виповнилося вісім років. Батько помер п'ять років потому.
Виховувався у Лукаут-Маунтен (Джорджія), ходив до початкової школи в Лукаут-Маунтен (Теннессі) (містечку на кордоні двох штатів). 1974 року закінчив середню школу для хлопчиків Бейлор, що знаходилась в Чаттануґа. Вищу освіту здобував у Гарвардському університеті, де отримав ступінь бакалавра історії мистецтва, зокрема спеціалізуючись на японському мистецтві. 1980 року здобув ступінь магістра японської історії в Колумбійському університеті, де також вивчив мандаринську мову. Провівши літо в Пекінському університеті (Китай), протягом деякого часу працював в Токіо. Повернувшись до Сполучених Штатів, здобув ступінь магістра з англійської мови в Бостонському університеті.
1997 року Артур Ґолден опублікував роман «Мемуари гейші», який протягом двох років перебував у списку бестселерів за версією газети «Нью-Йорк Таймс». Загалом, розійшлось більш ніж чотири мільйони екземплярів книги англійською мовою. Окрім того, роман перекладено понад тридцятьма мовами світу, серед яких, зокрема, й українська. 2005 року світ побачила однойменна екранізація.
Нині мешкає в Брукліні, Массачусетс, США. Одружений з Труді Легге, з якою має двох дітей: сина Гейса Натаніела Ґолдена та дочку Тесс Іфіджін Ґолден.

## Переклади українською
- Артур Ґолден. Мемуари гейші. — Х. : КСД, 2017. — 560 с. — ISBN 978-617-12-3416-1.